# 德干暗色岩

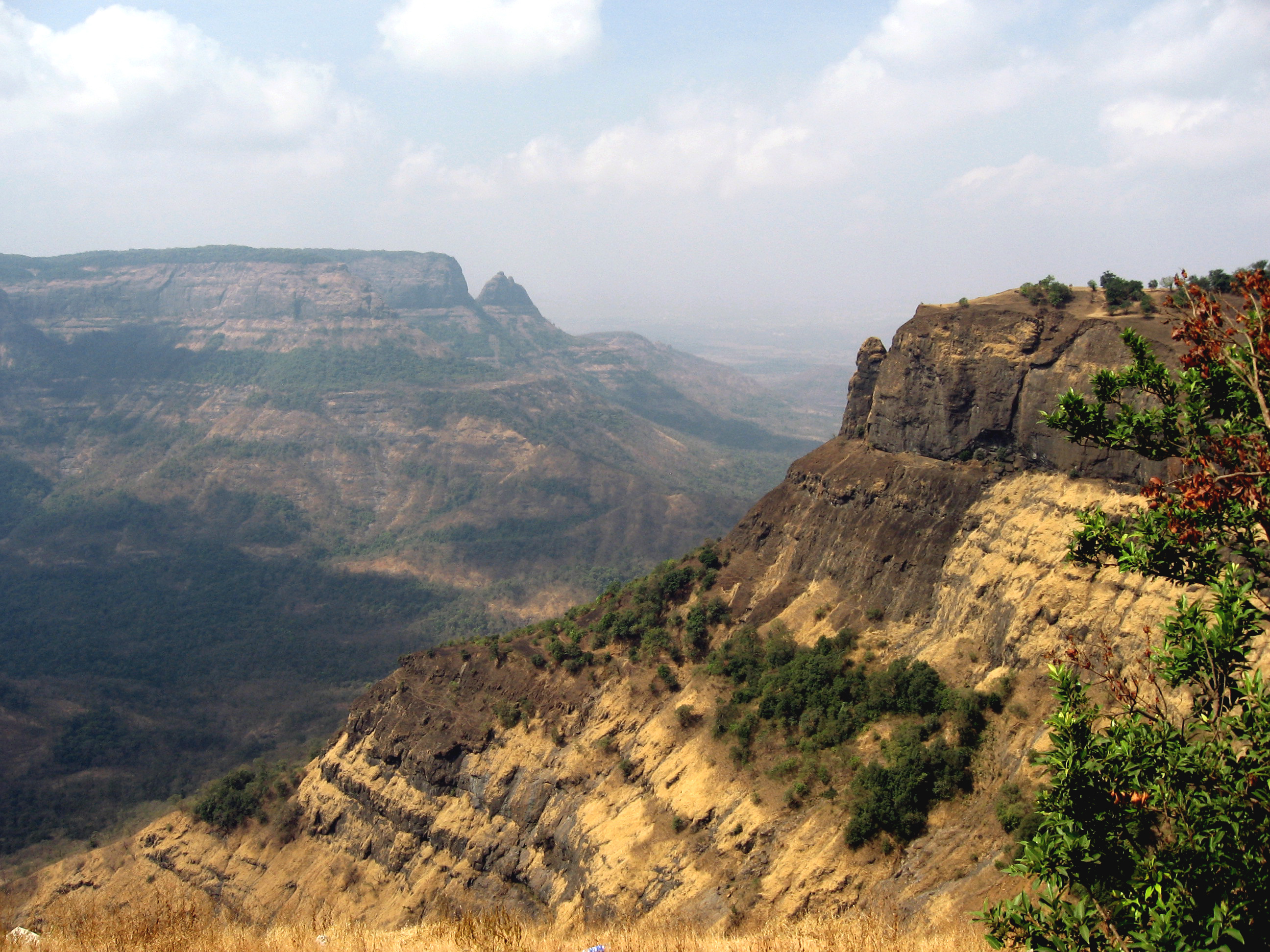
位於馬哈拉施特拉邦馬泰蘭的西高止山脈

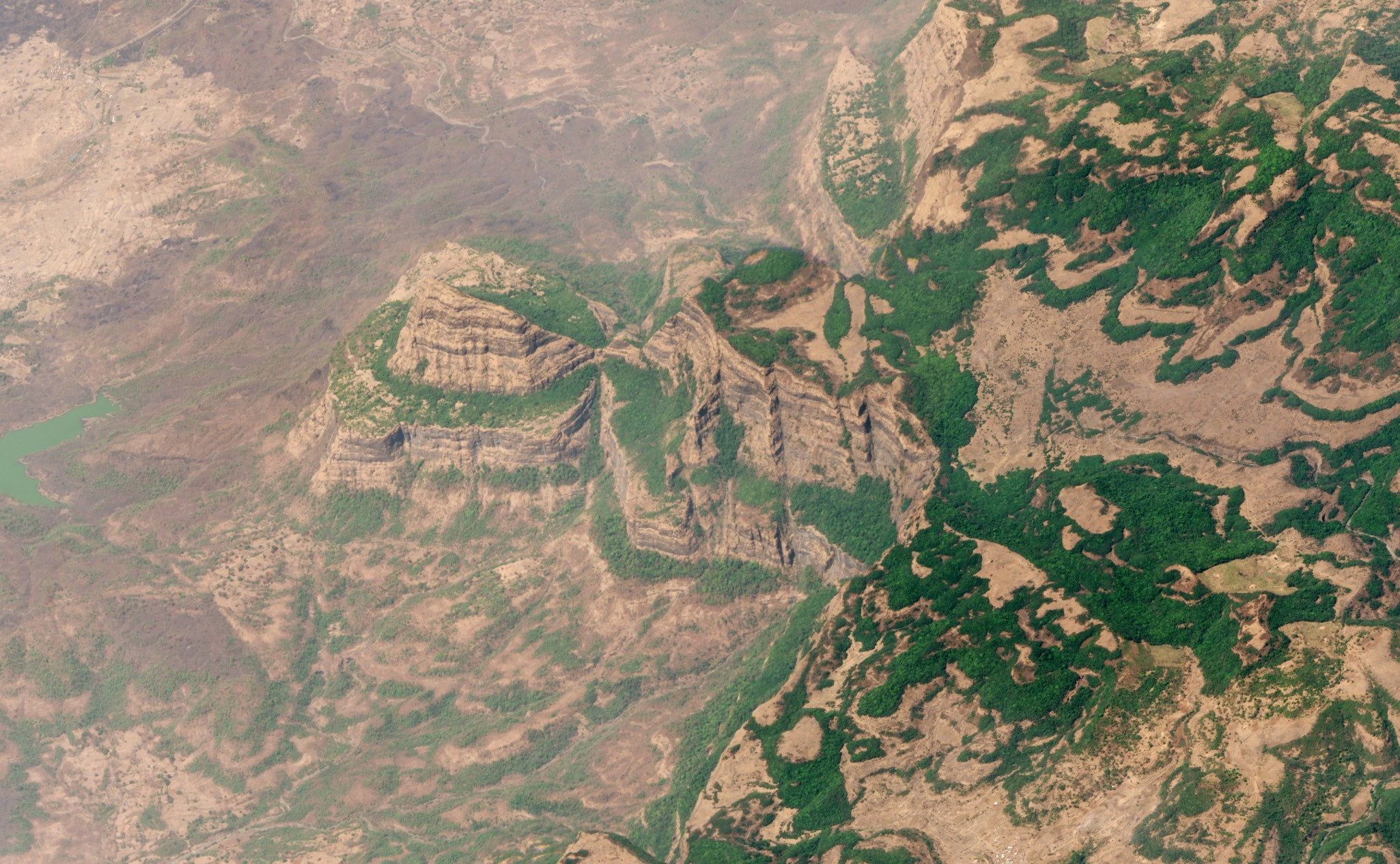
以斜角拍攝的德干暗色岩衛星圖

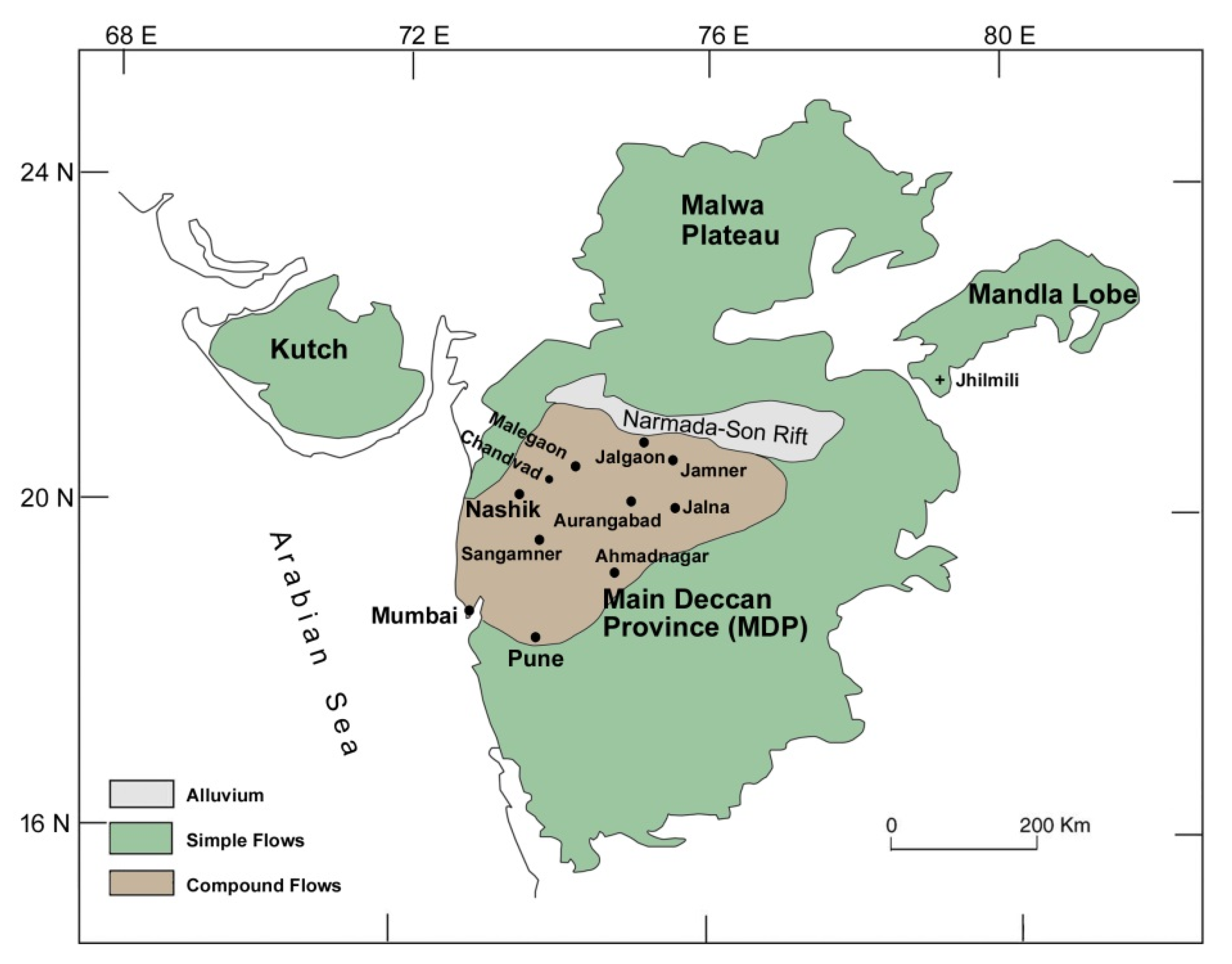
德干暗色岩地圖

德干暗色岩，又譯德干玄武岩，是一個大火成岩省，位於印度中西部，北緯17度至24度，東經73度至74度之間，主要分布在馬哈拉施特拉邦（Maharashtra）及古吉拉特邦（Gujarat）等行政區，為地表上最大型的火山地形之一，呈現盾狀火山的形態。德干暗色岩由多層洪流玄武岩所構成，厚度超過2,000公尺，面積為50萬平方公里，體積約為100萬立方公里。德干暗色岩最初可能覆蓋了約150萬平方公里的面積，具有相應更大的原始體積。

## 歷史
德干暗色岩的形成始於距今約6,625萬年前，即白堊紀末期。大部分的火山噴發發生在西高止山脈地區，時間介於約6,600萬至6,500萬年前，當時熔岩開始通過地殼裂縫擠出，形成裂縫噴發。確定德干岩石的確切年齡很困難，因為存在一些限制，其中之一是噴發事件之間的過渡可能僅相隔數千年，且使用的年代測定方法的解析能力無法精確指出這些事件。因此，岩漿形成速率也很難界定。這一連串的火山爆發可能持續了近三萬年之久。火山爆發所噴出的氣體可能是白堊紀-第三紀滅絕事件的原因之一，該次滅絕事件滅絕了包含恐龍在內的大部分生物。
據估計，德干暗色岩火山爆發後所形成的原始熔岩區域約為150萬平方公里，面積相當於現在印度的一半，而後經由侵蝕作用與板塊運動，形成現在的大小。目前所能直接觀測的熔岩面積約為51.2萬平方公里。
德干暗色岩分為三個地層單元：上、中和下三部分。先前學界的解釋是這些地層單元可能代表了德干地區噴發事件序列中的重要時刻，但現在更普遍的解釋是這些地層與古地形和距離噴發地點的關係更為密切。
這次火山爆發所噴出的氣體，造成了气候变动，大氣溫度曾下降2°C。

## 化學成分
德干暗色岩的岩石有至少95%屬於拉斑玄武岩，其他包含：鹼性玄武岩、霞石岩、煌斑岩、碳酸岩。印度西部的古吉拉特邦喀奇縣其他地方，則發現了地函捕虜岩。

## 形成理論
德干暗色岩的成因被認為與地函中的熱柱有關。現今位於留尼旺群島下的留尼旺熱點，造成了一連串的火山爆發，造成了德干暗色岩，並使塞席爾高原與印度分離開來。隨後，印度板塊與非洲板塊之間的海底擴張，將印度推離留尼旺熱柱北方。但是，目前有科學家對這個熱柱理論提出異議。

### 濕婆隕石坑
印度西岸外海的海底，有個可能是大型撞擊事件所留下的隕石坑，名為濕婆隕石坑，被認為發生於6,600萬年前，與K-T界線時間相符。有研究人員認為這次撞擊事件可能間接造成德干暗色岩火山爆發，並使印度板塊與非洲板塊在第三紀早期加速遠離。但是，有地理學家提出異議，認為這個大型海底地形，並不是撞擊事件所造成的。

## 對生物的影響
德干暗色岩火山爆發所噴出的氣體，對當時的全球氣候造成激烈的變化，也影響了當時的生物。倫敦自然歷史博物館的Norman Macleod博士指出，因為這時期的恐龍化石紀錄難以判斷生物群的變化，只能用其他型態的生物群來判斷其變化。在K-T界線的600萬年前，海洋中約有20種菊石，K-T界線的300萬年前，海洋中只有15種菊石，但是在K-T界線的100萬年前，海洋中只有10種菊石，所以滅絕事件可能已持續了數百萬年之久。魚類、陸棲爬行動物、哺乳類的化石紀錄也顯示出相同的模式。恐龍可能也與這些生物群一樣，受到滅絕事件影響達數百萬年之久。許多科學家認為這個長時間的滅絕事件，與火山爆發造成的全球性氣候变动有關，這次全球性氣候事件也對恐龍造成影響，但是希克蘇魯伯的撞擊事件所造成的灰塵，使白堊紀-第三紀滅絕事件推向高峰。但最新研究也顯示，德干暗色岩火山爆發很可能也為生物製造了生機。

## 註解
1. ↑  暗色岩的學名源自瑞典語，意為「樓梯」。